# Motywacja wewnętrzna
Motywacja wewnętrzna (ang. intrinsic motivation) – motywacja powodująca zachowanie, którego celem nie jest osiągnięcie zewnętrznych nagród. Dana aktywność jest celem samym w sobie.
Czynności motywowane wewnętrznie prowadzą do specyficznego stanu umysłu, nazywanego poczuciem przepływu (ang. flow), które polega na utracie samoświadomości i poczucia upływu czasu oraz na koncentracji na samej czynności wykonywania zadania, z odsunięciem na drugi plan jego rezultatu. Stan taki jest przyjemny i może być wzbudzany także przez narkotyki i inne używki, ćwiczenia fizyczne itp. Badania pokazują jednak, że czynności dostarczają więcej przeżyć typu flow niż używki. Takie doświadczenie podobne jest w swojej jakości do doświadczenia mistycznego, opisywanego przez Maslowa.
Ustalono także, że gdy czynność motywowana jest wewnętrznie a jednocześnie jest silnie nagradzana, to motywacja zmienia się na zewnętrzną i dana osoba traci przyjemność czerpaną z tej aktywności, nawet jeśli ją wcześniej bardzo lubiła. Poprzez silne nagradzanie, grożenie karą (np. przy nauce), stosowanie przymusu, presję zewnętrzną, nacisk oceniania, można spowodować, że dana osoba zaczyna spostrzegać swoje działanie jako motywowane tylko zewnętrznie, co prowadzi do utraty przyjemności czerpanej z tego działania. Szerzej mówi o tym teoria dysonansu poznawczego.
Przykłady czynności motywowanych wewnętrznie: tworzenie Wikipedii, jedzenie pączków, pływanie żaglówką, słuchanie muzyki, granie na komputerze, także praca – jeśli wiąże się z głębokim zainteresowaniem.